# Tábori Emil
Tábori Emil, 1913-ig Tyroler (Detta, 1874. március 5. – Budapest, 1936. április 30.) magyar színész, színműíró, színházi rendező.

## Élete
Tyroler Adolf kereskedő, dettai birtokos és Hübsch Regina (1842–1886) gyermekeként született izraelita családban. Rákosi Szidi színiiskolájának növendéke volt. Pályáját 1896-ban Selmecbányán kezdte, ahová Egri Kálmán szerződtette. 1897-ben fél évig a Népszínházban szerepelt, ahonnan Leszkay András Aradra hívta. Ezt követően több vidéki társulatnál játszott a Felvidéken, a Dunántúlon és Erdélyben. 1904 és 1914 között Krecsányi Ignác buda–temesvári társulatának színésze és rendezője volt. A társulat megszűnt az első világháború alatt, így több vidéki városban, többek között Sopronban és Szombathelyen lépett színpadra. 1919-ben a Kollektív Színtársulat rendezőjeként működött. 1924-ben Ausztriában játszott. 1929-től 1933-ig a Komédia Orfeum főrendezője és házi szerzője volt. 1931-ben társulatával fellépett több erdélyi településen. 1895-től írt operetteket, drámákat és paródiákat, jelentős fordítói tevékenysége is. Kabaréjeleneteit külföldön is játszották. Vígjátéki zsánereket, parasztfigurákat, karakterszerepeket játszott, gyakran szerepelt a saját maga által írt színművekben. Halálát szívizomelfajulás okozta.
A Kozma utcai izraelita temetőben helyezték végső nyugalomra, az izraelita hitközség által adományozott díszsírhelyen.

## Családja
Felesége Gyulai Juliska, született Lusztig Johanna Julianna Éva (Baja, 1881. május 15. – ?) színésznő volt, aki maga is színészek gyermekeként született. Fiatal éveit a gyöngyösi zárdában töltötte. Tizenhat éves korától szüleivel vidéken szerepelt, majd tizenöt éves színházi működés után nyugalomba vonult.

### Gyermekei
- Tábori Terézia, Terka (Szekszárd, 1899. szeptember 16. – ?) színésznő, újságíró. Rákosi Szidi iskolájának növendéke volt, majd vidéken hősnői szerepeket játszott. Miután Athénban férjhez ment, elhagyta a színészi pályát. Második férje Mandel Simon színész volt, akivel 1937. december 11-én Budapesten, a Terézvárosban kötött házasságot.
- Tábori Sári (Budapest, 1908. április 4. – ?) színésznő. Vidéken naiva volt. 1926-ban ment férjhez.
- Tábori Lili (Budapest, 1912. április 28. – ?) színésznő. Külföldön működött előbb, apja mellett. 1929 novemberétől a budapesti Komédia Orfeum szubrett-színésznője és apja kedvenc partnere lett.

## Főbb szerepei
- Hauptmann: Henschel fuvaros – Wermelskirch
- Schiller: Ármány és szerelem – Miller
- Planquette: A corneville-i harangok – Bailly

## Művei

### Színművei
- Két szerelem, vígjáték. Az Esterházy irodalmi pályázaton dicséretet nyert. (1895 május)
- Az óbudai házasságközvetítő, bohózat. Bemutató: 1897., Kisfaludy Színház
- A vigadó özvegy, operett 3 felvonásban. Társszerző: Ujváry Károly. Zeneszerző: Hetényi-Heidelberg Albert. Bemutató: 1907. július 25., Budai Színkör
- Kozáklakodalom, operett 3 felvonásban. Társszerző: Orbán Dezső. Zeneszerző: Turry Peregrin. Bemutató: 1913. augusztus 8., Budai Színkör
- Málcsi mozgósít, énekes, táncos pesti tréfa 3 felvonásban. Társszerző: Vágó Géza. Bemutató: 1915. augusztus 18., Budapesti Színház
- Négy a kislány, operett 3 felvonásban. Társszerző: Vágó Géza. Zeneszerző: Barna Izsó. Bemutató: 1916. augusztus 11., Budai Színkör
- Lőcsei ítélet, történelmi dráma 4 felvonásban. A mű elnyerte Szeged város 1 millió koronás pályadíját (1924. május 23.). Társszerző: Orbán Dezső. Bemutató: 1924. december 2., Szeged
- A magzat című egyfelvonásosával a temesvári Arany János Társaság tüntette ki díjával. E darabot Táncos Tar Veronika címmel az Andrássy úti Színház mutatta be, Rákosi Szidivel és Kabos Gyulával a főszerepben.

### Színműfordításai
- Hol a cica?, operett 3 felvonásban. Zenéjét szerezte: Carl Ziehrer. Bemutató: 1905. augusztus 1., Fővárosi Nyári Színkör
- Toubuisson ur házassága, bohózat 3 felvonásban. Bemutató: 1906. május 10. uo.
- A fekete tenorista, bohózat, operett 4 felvonásban. Írta: Bouvier és M, Tonnery. Zenéjét szerezte: A. Lévy. Bemutató: 1906. május 24. uo.
- Le a férfiakkal!, bohózat 8 felvonásban. Írta: Alexander Engel és Horst. Bemutató: 1908. május 15. uo.
- A stréberek, bohózat. Írta: Alexander Engel és August Neidhart. Bemutató: 1908. május 9. uo.
- A komédiások, operett 3 felvonásban. Írta: Benno Jacobsohn és Franz Wagner. Zenéjét szerezte: Carl Millöcker. Bemutató: 1908. június 28. uo.
- A kedélyes paraszt, operett 3 felvonásban. Írta: Viktor Léon. Zenéjét szerezte: Leo Fall. Fordította: Révész Ferenc, a verseket Tábori Emil. Bemutató: 1909. június 25. uo.
- Nők kedvence, bohózat 3 felvonásban. Írta: Alexander Engel és Horst. Bemutató: 1909. július 20. uo.
- Az indiai nábob, operett 3 felvonásban. Írta: Srećko Albini. Bemutató: 1910. július 2. uo.
- A kis vulkán, bohózat 3 felvonásban. Írta: Alexander Engel és Horst. Bemutató: 1909. július 14. Uo.
- Lord Piccolo, operett. 1911. uo.
- Mintaasszonyok, operett 3 felvonásban. Szövegét Mikszáth Kálmán A szelistyei asszonyok című elbeszéléséből írta: Paul Hübl és Martin J. Quedfeldt. Zenéjét szerezte: Franz Werther. Bemutató: 1912. május 17. uo.
- Helda hercegnő, operett 3 felvonásban. Írta: Tom de Godement és Michel Farlane. Zenéjét szerezte: August M Fechner. Bemutató: 1912. július 19. uo.